# Creoleon griseus
Creoleon griseus is een insect uit de familie van de mierenleeuwen (Myrmeleontidae), die tot de orde netvleugeligen (Neuroptera) behoort. 
Creoleon griseus is voor het eerst wetenschappelijk beschreven door Klug in Ehrenberg in 1834.